# Municipio de Mound Prairie (Iowa)
El municipio de Mound Prairie (en inglés: Mound Prairie Township) es un municipio ubicado en el condado de Jasper en el estado estadounidense de Iowa. En el año 2010 tenía una población de 626 habitantes y una densidad poblacional de 6,83 personas por km².

## Geografía
El municipio de Mound Prairie se encuentra ubicado en las coordenadas 41°39′00″N 93°10′35″O / 41.65000, -93.17639. Según la Oficina del Censo de los Estados Unidos, el municipio tiene una superficie total de 91.7 km², de la cual 91,15 km² corresponden a tierra firme y (0,6 %) 0,55 km² es agua.

## Demografía
Según el censo de 2010, había 626 personas residiendo en el municipio de Mound Prairie. La densidad de población era de 6,83 hab./km². De los 626 habitantes, el municipio de Mound Prairie estaba compuesto por el 97,28 % blancos, el 0,32 % eran afroamericanos, el 0,48 % eran amerindios, el 0,16 % eran isleños del Pacífico, el 0,8 % eran de otras razas y el 0,96 % eran de una mezcla de razas. Del total de la población el 1,12 % eran hispanos o latinos de cualquier raza.